# Yan Luis Arrieta
Pour les articles homonymes, voir Arrieta.
Arrieta  Díaz est un nom espagnol. Le premier nom de famille, en général paternel, est Arrieta ; le second, en général maternel, souvent omis, est Díaz.
Yan Luis Arrieta Díaz, né le 23 janvier 2003 à Guanajay, est un coureur cycliste cubain.

## Biographie
Yan Luis Arrieta est originaire de Guanajay. Il pratique le cyclisme depuis l'âge de treize ans. Après de bons résultats au niveau national, il obtient une bourse en 2019 pour s'entraîner et concourir en Belgique, sous les couleurs de la Start Junior Team. Avec cette formation, il s'impose dans deux épreuves régionales,. Il termine également quatrième d'une course par étapes au Panama en 2020. 
En 2021, il participe de nouveau à des compétitions européennes. Son meilleur résultat est une dix-huitième place sur la première étape de la Ronde des Vallées. Il se présente également au départ de Paris-Roubaix juniors et des championnats du monde juniors. L'année suivante, il devient champion de Cuba sur route chez les élites. Il finit par ailleurs dixième du championnat de la Caraïbe. 

## Palmarès et résultats

### Palmarès par année
- 2022
  -  Champion de Cuba sur route
  - 2e étape de la Vuelta a Cuba Oriental

### Classements mondiaux
| Année            | 2022 |
| ---------------- | ---- |
| UCI America Tour | 109e |